# Melanosciadium
Melanosciadium es un género de plantas herbáceas perteneciente a la familia de las apiáceas.  Comprende 3 especies descritas y  aceptadas.

## Taxonomía
El género fue descrito por Henri de Boissieu y publicado en Bulletin de l'Herbier Boissier, sér. 2, 2(9): 803–804. 1902. La especie tipo es: Melanosciadium pimpinelloideum H. Boissieu					

## Especies
A continuación se brinda un listado de las especies del género Melanosciadium aceptadas hasta septiembre de 2012, ordenadas alfabéticamente. Para cada una se indica el nombre binomial seguido del autor, abreviado según las convenciones y usos.
- Melanosciadium bipinnatum (Shan & F.T. Pu) Pimenov & Kljuykov
- Melanosciadium genuflexum Pimenov & Kljuykov
- Melanosciadium pimpinelloideum H. Boissieu